# Gargara contraria
Gargara contraria är en insektsart som beskrevs av William Lucas Distant. Gargara contraria ingår i släktet Gargara och familjen hornstritar. Inga underarter finns listade i Catalogue of Life.